# Guivat Ram
Pour les articles homonymes, voir RAM.

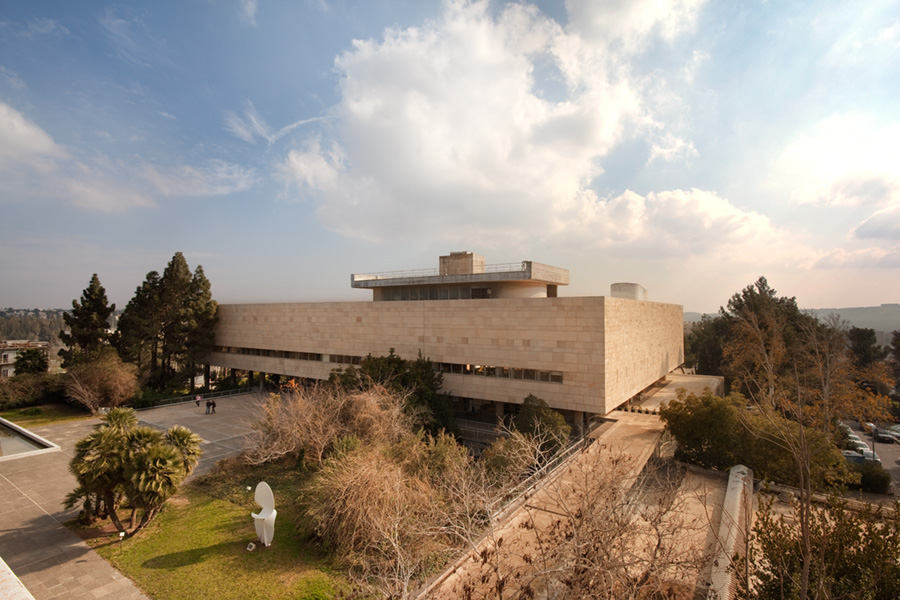
Le bâtiment de la Bibliothèque nationale d'Israël à Guivat Ram

Guivat Ram (en hébreu גבעת רם ; en hébreu massorétique גִּבְעַת רָם) est un quartier du centre de Jérusalem où se situent plusieurs des bâtiments abritant les principales institutions de l'État d'Israël. La colline de Guivat Ram domine la vallée de la Croix.
Parmi les édifices publics situés à Guivat Ram, on compte :
- la Knesset, la Kiryat HaMemshala (le « complexe gouvernemental »), le Ministère des Affaires étrangères, la Cour suprême d'Israël, la Banque d'Israël
- l'Université hébraïque de Jérusalem, qui comprend notamment la Bibliothèque nationale d'Israël, l'Académie de musique et de danse de Jérusalem et l'ORT Israel
- le musée d'Israël, le musée des pays de la Bible et le musée de sciences de Jérusalem

On y trouve aussi les plus grands parcs publics de Jérusalem : le parc Sacher et la roseraie Wohl.